# Paradoxo de Abilene
O Paradoxo de Abilene é um paradoxo enunciado por Jerry B. Harvey, especialista em gestão e professor na Universidade George Washington, especialista em dinâmica de grupos e gestão organizacional.
Neste paradoxo, um indivíduo toma uma decisão baseando-se na suposição de que um grupo vai agir de uma certa forma. Este indivíduo contrariou a sua vontade em função do grupo, para obter aceitação ou para não sofrer censura. Uma maneira coloquial de se referir a este paradoxo é o "desejo de não virar o barco".
Não ocorre comunicação alguma, pois este indivíduo tem certeza que avaliou corretamente as intenções dos outros integrantes do grupo. O paradoxo é que esta mesma situação ocorre com todos os indivíduos do grupo.
Exemplo: 
- Você vai passear pela praia supondo que todos os seus parentes querem ir nesse passeio.
- Na realidade você não quer ir à praia, nem nenhum dos seus parentes quer ir. Dessa forma o passeio é um fracasso.

Se alguém questionar a suposição, o paradoxo desfaz-se.
Este paradoxo só existe num ambiente em que a comunicação é falha. Em empresas, o ambiente de projetos é especialmente vulnerável a este paradoxo.
Foi inicialmente observado por Jerry B. Harvey no seu artigo "The Abilene Paradox and other Meditations on Management". O exemplo usado neste artigo conta uma viagem a Abilene (Texas), e daí o nome do paradoxo.

## Origem
Numa tarde quente em visita a Coleman (Texas), uma família está confortavelmente jogando Dominó no alpendre da casa, até que o sogro sugere um passeio a Abilene (Texas), que fica a 53 milhas, para jantar. A esposa diz, "parece uma boa ideia". O marido, apesar de ter algumas reservas quanto ao calor e a distância, imagina que sua opinião pode estar em desacordo com o grupo e diz "por mim tudo bem. Apenas espero que sua mãe queira ir". A sogra então diz "claro que eu quero ir. Há muito tempo que não vou a Abilene".

A viagem é longa, empoeirada e quente. Quando chegam na cafeteria, a comida é tão ruim quanto a viagem. Eles chegam de volta em casa quatro horas depois, exaustos.

O genro fala desonestamente "Foi um bela viagem, não foi?" A sogra diz que, na verdade, ela preferia ficar em casa, mas concordou em ir já que os outros três estavam tão entusiasmados. O marido diz "Não me agradou fazer isso. Só fui para agradar vocês."